# سوغينامي (طوكيو)
سوغينامي (باليابانية: 杉並区سوغينامي-كو) وتعني «حي سوغينامي» هو أحد أحياء طوكيو ال 23.

## جغرافيا
يقع حي سوغينامي في الجزء الغربي من منطقة أحياء طوكيو، محاطاً بأحياء أخرى هي شيبويا، ناكانو، نيريما، سيتاغايا، ومدينتي ميتاكا وموساشينو.

## تاريخ
تم تأسيس الحي في 15 مارس 1947.

## توأمة
لسوغينامي (طوكيو) اتفاقيات توأمة مع:
- نايورو (يونيو 2006 - )

## أعلام
- تاكانوهانا كوجي، يوكوزونا

## مواقع خارجية
- الموقع الرسمي لمدينة سوغينامي باللغة الإنكليزية